# Bobsleigh als Jocs Olímpics d'Hivern de 1972
Als Jocs Olímpics d'Hivern de 1972 celebrats a la ciutat de Sapporo (Japó) es disputaren dues proves de bobsleigh, ambdues en categoria masculina. Les proves es realitzaren entre els dies 4 i 12 de febrer de 1972 a les instal·lacions de Teine-ku. Hi participaren un total de 79 corredors d'11 comitès nacionals diferents.

## Resum de medalles
| Prova            | Or                                                                               | Argent                                                                                       | Bronze                                                                                    |
| Bobs a 2 detalls | RFA · RFA IIWolfgang Zimmerer · Peter Utzschneider                               | RFA · RFA IHorst Floth · Pepi Bader                                                          | Suïssa · Suïssa IJean Wicki · Edy Hubacher                                                |
| Bobs a 4 detalls | Suïssa · Suïssa IJean Wicki · Edy Hubacher · Hans Leutenegger · Werner Carmichel | Itàlia · Itàlia INevio de Zordo · Gianni Bonichon · Adriano Frassinelli · Corrado dal Fabbro | RFA · RFA IWolfgang Zimmerer · Peter Utzschneider · Stefan Gaisreiter · Walter Steinbauer |

## Medaller
| Posició | País   | Or | Argent | Bronze | Total |
| 1       | RFA    | 1  | 1      | 1      | 3     |
| 2       | Suïssa | 1  | 0      | 1      | 2     |
| 3       | Itàlia | 0  | 1      | 0      | 1     |